# Esenbeckia fidenodes
Esenbeckia fidenodes är en tvåvingeart som först beskrevs av Günther Enderlein 1922.  Esenbeckia fidenodes ingår i släktet Esenbeckia och familjen bromsar. Inga underarter finns listade i Catalogue of Life.